# Walmer Pacheco
Walmer Pacheco (Soledad, Atlántico, Colombia; 16 de enero de 1995) es un futbolista colombiano. Juega de lateral derecho y actualmente es jugador del Deportivo Pereira.
Jugó en la categoría sub -20 de la Selección Colombia en 2015.
Con la selección absoluta ha sido convocado a microciclos con jugadores de la liga local.

## Clubes
| Club                      | País     | Año         |
| ------------------------- | -------- | ----------- |
| Uniautónoma F. C.         | Colombia | 2013 - 2015 |
| Club Deportivo La Equidad | Colombia | 2016 - 2021 |
| Junior de Barranquilla    | Colombia | 2021 - 2024 |
| Deportivo Pereira         | Colombia | 2024 - Act  |

## Estadísticas
| Club                         | Div.             | Temporada        | Liga  | Liga  | Liga  | Copa Nacional | Copa Nacional | Copa Nacional | Copa Internacional | Copa Internacional | Copa Internacional | Total | Total | Total |
| Club                         | Div.             | Temporada        | Part. | Goles | Asis. | Part.         | Goles         | Asis.         | Part.              | Goles              | Asis.              | Part. | Goles | Asis. |
| ---------------------------- | ---------------- | ---------------- | ----- | ----- | ----- | ------------- | ------------- | ------------- | ------------------ | ------------------ | ------------------ | ----- | ----- | ----- |
| Uniautónoma · Colombia       | 2.ª              | 2013             | 0     | 0     | 0     | 1             | 0             | 0             | —                  | —                  | —                  | 1     | 0     | 0     |
| Uniautónoma · Colombia       | 1.ª              | 2014             | 8     | 0     | 0     | 6             | 0             | 0             | —                  | —                  | —                  | 14    | 0     | 0     |
| Uniautónoma · Colombia       | 1.ª              | 2015             | 29    | 0     | 2     | 1             | 0             | 0             | —                  | —                  | —                  | 30    | 0     | 2     |
| Uniautónoma · Colombia       | Total club       | Total club       | 37    | 0     | 2     | 8             | 0             | 0             | 0                  | 0                  | 0                  | 45    | 0     | 2     |
| La Equidad · Colombia        | 1.ª              | 2016             | 22    | 0     | 1     | 8             | 0             | 0             | —                  | —                  | —                  | 30    | 0     | 1     |
| La Equidad · Colombia        | 1.ª              | 2017             | 32    | 2     | 0     | 2             | 1             | 0             | —                  | —                  | —                  | 34    | 3     | 0     |
| La Equidad · Colombia        | 1.ª              | 2018             | 37    | 0     | 2     | 5             | 0             | 0             | —                  | —                  | —                  | 42    | 0     | 2     |
| La Equidad · Colombia        | 1.ª              | 2019             | 32    | 1     | 3     | 1             | 0             | 0             | 6                  | 0                  | 0                  | 39    | 1     | 3     |
| La Equidad · Colombia        | 1.ª              | 2020             | 22    | 1     | 0     | 1             | 0             | 0             | —                  | —                  | —                  | 23    | 1     | 0     |
| La Equidad · Colombia        | 1.ª              | 2021             | 18    | 1     | 1     | —             | —             | —             | 7                  | 0                  | 0                  | 25    | 1     | 1     |
| La Equidad · Colombia        | Total club       | Total club       | 163   | 5     | 7     | 17            | 1             | 0             | 13                 | 0                  | 0                  | 193   | 6     | 7     |
| Junior · Colombia            | 1.ª              | 2021             | 14    | 0     | 0     | —             | —             | —             | 2                  | 0                  | 1                  | 16    | 0     | 1     |
| Junior · Colombia            | 1.ª              | 2022             | 36    | 2     | 4     | 6             | 0             | 0             | 2                  | 0                  | 0                  | 44    | 2     | 4     |
| Junior · Colombia            | 1.ª              | 2023             | 38    | 0     | 0     | —             | —             | —             | 1                  | 0                  | 0                  | 39    | 0     | 0     |
| Junior · Colombia            | 1.ª              | 2024             | 18    | 0     | 0     | 2             | 0             | 0             | 4                  | 0                  | 0                  | 24    | 0     | 0     |
| Junior · Colombia            | Total club       | Total club       | 106   | 2     | 4     | 8             | 0             | 0             | 9                  | 0                  | 1                  | 123   | 2     | 5     |
| Deportivo Pereira · Colombia | 1.ª              | 2024             | 17    | 0     | 0     | —             | —             | —             | —                  | —                  | —                  | 17    | 0     | 0     |
| Deportivo Pereira · Colombia | 1.ª              | 2025             | 17    | 0     | 1     | —             | —             | —             | —                  | —                  | —                  | 17    | 0     | 1     |
| Deportivo Pereira · Colombia | Total club       | Total club       | 34    | 0     | 1     | —             | —             | —             | —                  | —                  | —                  | 34    | 0     | 1     |
| Total de carrera             | Total de carrera | Total de carrera | 340   | 7     | 14    | 33            | 1             | 0             | 22                 | 0                  | 1                  | 395   | 8     | 15    |

## Palmarés

### Campeonatos nacionales
| Título              | Equipo            | País     | Año  |
| ------------------- | ----------------- | -------- | ---- |
| Categoría Primera B | Uniautónoma F. C. | Colombia | 2013 |
| Categoría Primera A | Junior            | Colombia | 2023 |